# Mudge (hacker)
Pour les articles homonymes, voir Mudge.
Mudge, surnom de Peiter Zatko, né en 1970, est l'ancien directeur général et chercheur en chef de L0pht Heavy Industries, un groupe de hackers spécialisé en sécurité informatique.

## Présentation
Mudge est le vice-président du département de recherche et développement, avec les autres membres du L0pht, de la compagnie @stake, Inc., une société américaine en sécurité informatique que Symantec rachete en 2004. Il est également membre du groupe Cult of the Dead Cow depuis 1996. Mudge est considéré comme l'un des chefs de file de la mouvance grey hat américaine.
Mudge est l'un des premiers à écrire un article sur les attaques par dépassement de tampon. Il est l'auteur du logiciel d'audit de mots de passe L0phtcrack et participe à l'élaboration d'Antisniff, le premier outil de détection à distance des machines en mode promiscuité. Il est un spécialiste en cryptanalyse et copublie avec Bruce Schneier quelques articles de référence. Il est de même un intervenant lors de rassemblements de hackers comme le Black Hat Briefings ou DEF CON.
Mudge est l'un des tout premiers hackers à avoir coopéré et entretenu des relations approfondies avec les instances gouvernementales américaines. Il est un consultant du comité sénatorial américain pour analyser les menaces électroniques qui pèsent sur la sécurité des États-Unis et fait partie des membres du Cult of the Dead Cow qui témoigne devant le sénat américain en 1998 qu'ils pouvaient mettre hors service le réseau Internet en l'espace de 30 min. Il dispense également des cycles de formation à plusieurs agences gouvernementales comme la NASA et l'US Air Force. Il participe au sommet organisé par Bill Clinton en 2000 afin de mettre en place une stratégie de formation pour améliorer la sécurité informatique.
Peter Mudge est responsable de la sécurité des services d’information de Twitter avant d’en dénoncer les malversations présumées puis se fait embaucher par l’agence de cybersécurité américaine, le CISA. 